# 5 cm KwK 38
5 cm KwK 38 L/42(5 cm Kampfwagenkanone 38 L/42) là tên một loại pháo có cỡ nòng 5 cm do quân đội Đức thiết kế nhằm làm vũ khí chính cho biến thể của tăng Panzer III.Nó được sử dụng trong thế chiến II.Không có mẫu pháo tự hành chống tăng kéo tời nào được thiết kế dựa trên mẫu này.

## Loại đạn sử dụng
- PzGr (đạn xuyên giáp)
- PzGr. 39 (đạn xuyên giáp với đầu đạn thiết kế nhọn)
- PzGr. 40 (đạn xuyên giáp với hỗn hợp cứng)

## Các loại xe tăng sử dụng
- Panzer III(Sd. Kfz. 141)-Ausf.F-J, một vài mẫu trước cũng được trang bị.[1]